# Crepidium
Crepidium – rodzaj roślin z rodziny storczykowatych (Orchidaceae). Obejmuje 294 gatunki występujące w Azji Południowo-Wschodniej, Australii i Oceanii w takich krajach i regionach jak: Andamany, Asam, Bangladesz, Archipelag Bismarcka, Borneo, Kambodża, Karoliny, Chiny, Wyspy Cooka, Himalaje, Fidżi, Hajnan, Indie, Jawa, Laos, Małe Wyspy Sundajskie, Malezja Zachodnia, Moluki, Mariany, Mjanma, Riukiu, Nepal, Nowa Kaledonia, Nowa Gwinea, Nikobary, Tybet, Tonga, Vanuatu, Wietnam, Wallis i Futuna, Niue, Terytorium Północne, Filipiny, Ogasawara, Queensland, Samoa, Wyspy Towarzystwa, Sri Lanka, Celebes, Sumatra, Tajwan, Tajlandia, Wyspy Kazan.

## Systematyka
Rodzaj sklasyfikowany do plemienia Malaxideae, podrodzina epidendronowe (Epidendroideae), rodzina storczykowate (Orchidaceae), rząd szparagowce (Asparagales) w obrębie roślin jednoliściennych.
Wykaz gatunków
- Crepidium acuminatum (D.Don) Szlach.
- Crepidium alagense (Ames) M.A.Clem. & D.L.Jones
- Crepidium alamaganense (S.Kobay.) T.Yukawa
- Crepidium amabilis (J.J.Sm.) Marg.
- Crepidium amplectens (J.J.Sm.) Szlach.
- Crepidium andersonii (Ridl.) Schuit. & J.J.Wood
- Crepidium angustifoveum (J.J.Sm.) Marg.
- Crepidium aphyllum (King & Pantl.) A.N.Rao
- Crepidium arachnoideum (Schltr.) Szlach.
- Crepidium arboricola (P.O'Byrne) Marg.
- Crepidium arietinum (Ames) Szlach.
- Crepidium aschistum (Seidenf.) Szlach.
- Crepidium atratum (Schltr.) Szlach.
- Crepidium atrobrachiatum (Ridl.) Szlach.
- Crepidium atrosanguineum (Ames) Marg. & Szlach.
- Crepidium auratum (Ridl.) Marg. & Szlach.
- Crepidium bahanense (Hand.-Mazz.) S.C.Chen & J.J.Wood
- Crepidium balabacense (Ames) Szlach.
- Crepidium bancanoides (Ames) Szlach.
- Crepidium bancanum (Ridl.) Szlach.
- Crepidium bataanense (Ames) M.A.Clem. & D.L.Jones
- Crepidium bengkulense (J.J.Sm.) Szlach.
- Crepidium biauritum (Lindl.) Szlach.
- Crepidium bidentiferum (J.J.Sm.) Marg. & Szlach.
- Crepidium binabayense (Ames) Szlach.
- Crepidium bisepalum (Gilli) Schuit. & de Vogel
- Crepidium bispiriferum (J.J.Sm.) Szlach.
- Crepidium boninense (Koidz.) T.Yukawa
- Crepidium brachycaulos (Schltr.) Szlach.
- Crepidium brachyodontum (Schltr.) Szlach.
- Crepidium bracteosum (Ames) Szlach.
- Crepidium brevidentatum (C.Schweinf.) M.A.Clem. & D.L.Jones
- Crepidium breviscapum (Schltr.) Szlach.
- Crepidium burbidgei (Rchb.f. ex Ridl.) Szlach.
- Crepidium calcareum (Schltr.) Szlach.
- Crepidium calcicola (P.O'Byrne & J.J.Verm.) Marg.
- Crepidium calophyllum (Rchb.f.) Szlach.
- Crepidium caricoides (Schltr.) Szlach.
- Crepidium carinatifolium (J.J.Sm.) Szlach.
- Crepidium carrii (Seidenf. & J.J.Wood) M.A.Clem. & D.L.Jones
- Crepidium celebicum (Schltr.) Szlach.
- Crepidium chamaeorchis (Schltr.) Nuammee, Seelanan, Suddee & H.A.Pedersen
- Crepidium chlorophrys (Rchb.f.) Szlach.
- Crepidium christinae Marg. & Szlach.
- Crepidium circeum (Ridl.) Szlach.
- Crepidium clemensii (J.J.Sm.) Marg.
- Crepidium comans (C.Schweinf.) M.A.Clem. & D.L.Jones
- Crepidium comberi Szlach. & Marg.
- Crepidium commelinifolium (Zoll. & Moritzi) Szlach.
- Crepidium concavum (Seidenf.) Szlach.
- Crepidium copelandii (Ames) Szlach.
- Crepidium cordiglottis (J.J.Sm.) M.A.Clem. & D.L.Jones
- Crepidium crassidens (J.J.Sm.) Marg.
- Crepidium crassilabris (J.J.Sm.) Marg.
- Crepidium crenatilobum (J.J.Sm.) Marg.
- Crepidium crenulatum (Ridl.) Kottaim.
- Crepidium cribbianum Szlach. & Marg.
- Crepidium cruciatum (Marg. & Szlach.) Schuit. & de Vogel
- Crepidium cucullatum (Schltr.) Szlach.
- Crepidium cuneipetalum (Ames) Szlach.
- Crepidium cupreum (J.J.Sm.) Marg. & Szlach.
- Crepidium cupuliflorum (J.J.Sm.) Marg. & Szlach.
- Crepidium curvatulum (Schltr.) Szlach.
- Crepidium curviauriculatum (Szlach. & Marg.) Schuit. & de Vogel
- Crepidium cyanobrachium (Schltr.) Szlach.
- Crepidium damusicum (J.J.Sm.) Marg. & Szlach.
- Crepidium davaensis (Ames) Szlach.
- Crepidium decumbens (Schltr.) Szlach.
- Crepidium dentatum (Ames) Szlach.
- Crepidium dewildeanum Szlach. & Marg.
- Crepidium diploceras (Schltr.) Szlach.
- Crepidium distans (Schltr.) Szlach.
- Crepidium dolichostachys (Schltr.) Szlach.
- Crepidium dryadum (Schltr.) Szlach.
- Crepidium elegans (Ridl.) Schuit. & J.J.Wood
- Crepidium elmeri (Ames) Szlach.
- Crepidium epiphyticum (Schltr.) Szlach.
- Crepidium euanthum (Schltr.) M.A.Clem. & D.L.Jones
- Crepidium exilis (J.B.Comber) Marg.
- Crepidium falcifolium Nuammee, Seelanan & H.A.Pedersen
- Crepidium fasciatum (Schltr.) Szlach.
- Crepidium fimbriatum (Lavarack) Szlach.
- Crepidium finetii (Gagnep.) S.C.Chen & J.J.Wood
- Crepidium fissum (Schltr.) Szlach.
- Crepidium flammeum Szlach. & Marg.
- Crepidium flavescens Blume
- Crepidium flavovirens D.L.Jones & M.A.Clem.
- Crepidium foetidum (J.J.Sm.) Marg.
- Crepidium foliosum (W.Kittr.) Marg.
- Crepidium fontinale D.L.Jones & M.A.Clem.
- Crepidium fulvum (Schltr.) M.A.Clem. & D.L.Jones
- Crepidium georgeanum (Marg.) Ormerod
- Crepidium gibbosum (J.J.Sm.) Szlach.
- Crepidium gibbsiae (J.J.Sm.) Marg.
- Crepidium godefroyi (Rchb.f.) Szlach.
- Crepidium graciliscapum (Ames & C.Schweinf.) Szlach.
- Crepidium graminifolium (Schltr.) Szlach.
- Crepidium grandiflorum (J.J.Sm.) Szlach.
- Crepidium grandifolium (Schltr.) Szlach.
- Crepidium gregorii (Marg. & Szlach.) Schuit. & de Vogel
- Crepidium grochockianum Marg.
- Crepidium hahajimense (S.Kobay.) Marg.
- Crepidium heliophilum (Schltr.) Szlach.
- Crepidium hippocrepiforme (J.J.Wood) Marg. & Szlach.
- Crepidium hoi (P.O'Byrne) Marg.
- Crepidium holttumianum Szlach.
- Crepidium horielense (J.J.Sm.) Marg.
- Crepidium humeratum (J.J.Sm.) Marg. & Szlach.
- Crepidium hutchinsonianum (Ames) Szlach.
- Crepidium hydrophilum (J.J.Sm.) Szlach.
- Crepidium imthurnii (Rolfe) M.A.Clem. & D.L.Jones
- Crepidium incurviforceps (J.J.Sm.) Marg.
- Crepidium incurvum (J.J.Sm.) Szlach.
- Crepidium insulare (Tang & F.T.Wang) S.C.Chen & J.J.Wood
- Crepidium integrilabium (Schltr.) Szlach.
- Crepidium irregularis (J.J.Sm.) Szlach.
- Crepidium josephianum (Rchb.f.) Marg.
- Crepidium junghuhnii (J.J.Sm.) Szlach.
- Crepidium kabense (J.J.Sm.) Szlach.
- Crepidium kandae (T.Hashim.) Marg.
- Crepidium kempfii (Schltr.) M.A.Clem. & D.L.Jones
- Crepidium kerintjiense (J.J.Sm.) Szlach.
- Crepidium kerstingianum (Schltr.) Szlach.
- Crepidium keysseri (Mansf.) Schuit. & de Vogel
- Crepidium khasianum (Hook.f.) Szlach.
- Crepidium kinabaluense (Rolfe) Szlach.
- Crepidium klabatense (Schltr.) Szlach.
- Crepidium klimkoanum Marg.
- Crepidium kobi (J.J.Sm.) M.A.Clem. & D.L.Jones
- Crepidium koordersii (J.J.Sm.) Szlach.
- Crepidium kortylewskianum (Marg.) Schuit. & de Vogel
- Crepidium kristinianum (Marg.) Ormerod
- Crepidium laciniosum (Ridl.) Schuit. & J.J.Wood
- Crepidium laeve (Schltr.) Szlach.
- Crepidium lamii (J.J.Sm.) M.A.Clem. & D.L.Jones
- Crepidium langkawiense (Seidenf. & J.J.Wood) Szlach.
- Crepidium latilabre (Schltr.) M.A.Clem. & D.L.Jones
- Crepidium latipetalum (J.J.Sm.) Szlach.
- Crepidium latisegmentum (C.Schweinf.) M.A.Clem. & D.L.Jones
- Crepidium latisepalum (Rolfe) M.A.Clem. & D.L.Jones
- Crepidium latum (J.J.Sm.) Szlach.
- Crepidium lawleri (Lavarack & B.Gray) Szlach.
- Crepidium laxum (Ridl.) Szlach.
- Crepidium ledermannii (Schltr.) Szlach.
- Crepidium leucodon (Schltr.) Szlach.
- Crepidium lilacinum (Ames) M.A.Clem. & D.L.Jones
- Crepidium lobatocallosum (J.J.Sm.) Szlach.
- Crepidium lokonense (Schltr.) M.A.Clem. & D.L.Jones
- Crepidium longifolium (Rolfe) M.A.Clem. & D.L.Jones
- Crepidium longispicum (Schltr.) Szlach.
- Crepidium lowii (É.Morren) Szlach.
- Crepidium loxium (J.J.Sm.) Marg.
- Crepidium lunatum (Schltr.) M.A.Clem. & D.L.Jones
- Crepidium luniferum (J.J.Sm.) Szlach.
- Crepidium lyroglossum Szlach. & Marg.
- Crepidium maaikeae Marg., Szlach. & Kubala
- Crepidium maboroense (Schltr.) Szlach.
- Crepidium mackinnonii (Duthie) Szlach.
- Crepidium macrochilum (Rolfe) Szlach.
- Crepidium macrophyllum (Schltr.) Szlach.
- Crepidium macrotis (Kraenzl.) Szlach.
- Crepidium maculatum (Ridl.) Schuit. & J.J.Wood
- Crepidium magnicallosa (Marg. & Szlach.) J.M.H.Shaw
- Crepidium malabarica (Marg. & Szlach.) J.M.H.Shaw
- Crepidium mambulilingense (J.J.Sm.) Marg.
- Crepidium mariae Marg. & Szlach.
- Crepidium marsupichilum (Upton) Szlach.
- Crepidium matsudae (Yamam.) Szlach.
- Crepidium maximowiczianum (King & Pantl.) Szlach.
- Crepidium megalanthum (Schltr.) Szlach.
- Crepidium melanophyllum (Schltr.) Szlach.
- Crepidium merapiense (Schltr.) Szlach.
- Crepidium merrillii (Ames) Szlach.
- Crepidium metallicum (Rchb.f.) Szlach.
- Crepidium micholitzianum (Kraenzl.) Schuit. & de Vogel
- Crepidium micranthum (Hook.f.) Szlach.
- Crepidium microhybos (Schltr.) Szlach.
- Crepidium mindorense (Rendle) M.A.Clem. & D.L.Jones
- Crepidium moluccanum (J.J.Sm.) Ormerod
- Crepidium multiflorum (Ames & C.Schweinf.) Szlach.
- Crepidium negrosianum (Ames) M.A.Clem. & D.L.Jones
- Crepidium nemorale (Ridl.) Szlach.
- Crepidium nephroglossum (Schltr.) M.A.Clem. & D.L.Jones
- Crepidium nigrescens (J.J.Sm.) Szlach.
- Crepidium nitidum (Schltr.) Szlach.
- Crepidium obovatum (J.J.Sm.) Szlach.
- Crepidium ochyranum Szlach. & Marg.
- Crepidium octodentatum (Seidenf.) Szlach.
- Crepidium oculatum (Rchb.f.) Szlach.
- Crepidium olivaceum (Schltr.) Szlach.
- Crepidium orbicans J.M.H.Shaw
- Crepidium orbiculare (W.W.Sm. & Jeffrey) Seidenf.
- Crepidium oreocharis (Schltr.) Szlach.
- Crepidium ovalisepalum (J.J.Sm.) Szlach.
- Crepidium paguroides (Schltr.) Szlach.
- Crepidium palawense (Schltr.) Szlach.
- Crepidium parryae (Tang & F.T.Wang) Marg.
- Crepidium partitilobum (J.J.Sm.) Szlach.
- Crepidium pectinatum (J.J.Sm.) Szlach.
- Crepidium pedicellare (Rchb.f.) Szlach. & Marg.
- Crepidium perakense (Ridl.) Szlach.
- Crepidium petiolare (Schltr.) M.A.Clem. & D.L.Jones
- Crepidium platychilum (Rchb.f.) M.A.Clem. & D.L.Jones
- Crepidium pleistanthum (Schltr.) Szlach.
- Crepidium polyodon (Hook.f.) Szlach.
- Crepidium prasinum (Ridl.) Szlach.
- Crepidium productum (J.J.Sm.) Szlach.
- Crepidium propinquum (Ames) Szlach.
- Crepidium protractum (J.J.Sm.) Szlach.
- Crepidium puberulum (J.J.Sm.) Szlach.
- Crepidium pubicallosum (Schltr.) Szlach.
- Crepidium punctatum (J.J.Wood) Szlach.
- Crepidium purpureonervosum (J.J.Sm.) Szlach.
- Crepidium purpureoviridis (J.J.Sm.) Marg.
- Crepidium purpureum (Lindl.) Szlach.
- Crepidium quadridens (Schltr.) Szlach.
- Crepidium quadridentatum (Ames) Szlach.
- Crepidium quadrilobum (Ames) Szlach.
- Crepidium raciborskii (Szlach. & Marg.) Schuit. & de Vogel
- Crepidium rajanum (J.J.Wood) Marg.
- Crepidium ramosum (J.J.Sm.) Marg. & Szlach.
- Crepidium ranauense (J.J.Sm.) Szlach.
- Crepidium ravanii Marg.
- Crepidium reineckeanum (Kraenzl.) M.A.Clem. & D.L.Jones
- Crepidium repens (Rolfe) Szlach.
- Crepidium resupinatum (G.Forst.) Szlach.
- Crepidium rhabdophyllum (Ridl.) Szlach.
- Crepidium rheedei Blume
- Crepidium rhinoceros (J.J.Sm.) Szlach.
- Crepidium ridleyi (J.J.Sm.) Szlach.
- Crepidium riparium (J.J.Sm.) Szlach.
- Crepidium robinsonii (Ridl.) Marg.
- Crepidium roohutuensis (Fukuy.) T.P.Lin
- Crepidium saccatum (Ridl.) Szlach.
- Crepidium sagittatum (J.J.Sm.) Szlach.
- Crepidium sagittiflorum (Blume ex J.J.Sm.) Marg.
- Crepidium samoense (Schltr.) Marg.
- Crepidium saprophytum (King & Pantl.) A.N.Rao
- Crepidium schlechteri (Rolfe) M.A.Clem. & D.L.Jones
- Crepidium schumannianum (Schltr.) Szlach.
- Crepidium sciaphilum (Schltr.) Szlach.
- Crepidium segaarense (Kraenzl.) M.A.Clem. & D.L.Jones
- Crepidium seidenfadenianum (Szlach., Marg. & Rutk.) Schuit. & de Vogel
- Crepidium seleniglossum (Schltr.) Szlach.
- Crepidium setipes (Schltr.) Szlach.
- Crepidium sichuanicum (Tang & F.T.Wang ex S.C.Chen) S.C.Chen & J.J.Wood
- Crepidium slamatense (J.J.Sm.) Marg.
- Crepidium soleiforme (J.J.Sm.) Szlach.
- Crepidium sororium (J.J.Sm.) Szlach.
- Crepidium stenophyllum (Schltr.) Szlach.
- Crepidium stenostachys (Schltr.) Szlach.
- Crepidium stolleanum (Schltr.) Szlach.
- Crepidium sublobatum (J.J.Sm.) Marg.
- Crepidium sumatrense (Ridl.) Szlach.
- Crepidium sundaicum Szlach. & Marg.
- Crepidium szemaoense (Tang & F.T.Wang) Nuammee, Seelanan, Suddee & H.A.Pedersen
- Crepidium szlachetkianum Marg.
- Crepidium taurinum (Rchb.f.) Szlach.
- Crepidium taylorii (Ames) Szlach.
- Crepidium tenggerense (J.J.Sm.) M.A.Clem. & D.L.Jones
- Crepidium ternatense (J.J.Sm.) Marg.
- Crepidium tetralobum (Schltr.) M.A.Clem. & D.L.Jones
- Crepidium tixieri (Seidenf.) Szlach.
- Crepidium tjiwideiense (J.J.Sm.) Szlach.
- Crepidium torricellense (Schltr.) Szlach.
- Crepidium toxopei (J.J.Sm.) Marg.
- Crepidium trichopodum (Schltr.) Szlach.
- Crepidium tripartitum (J.J.Sm.) Marg.
- Crepidium triphyllum (J.J.Sm.) Marg.
- Crepidium trukense (Fukuy.) Marg.
- Crepidium tubulosum (J.J.Sm.) Szlach.
- Crepidium umbonatum (Schltr.) Szlach.
- Crepidium umbraticola (Schltr.) Szlach.
- Crepidium uncatum (Ames) M.A.Clem. & D.L.Jones
- Crepidium undulatum (Schltr.) Szlach.
- Crepidium vanroyenii (Szlach. & Marg.) Schuit. & de Vogel
- Crepidium variabile (Ames & C.Schweinf.) Szlach.
- Crepidium venosum (J.J.Sm.) Marg.
- Crepidium vermeulenianum Szlach. & Marg.
- Crepidium verruculosum (J.J.Sm.) Szlach.
- Crepidium versicolor (Lindl.) Sushil K.Singh, Agrawala & Jalal
- Crepidium vinicolor (Schltr.) Szlach.
- Crepidium vinosum (Schltr.) Szlach.
- Crepidium vitiense (Rolfe) M.A.Clem. & D.L.Jones
- Crepidium wappeanum (J.J.Sm.) Szlach.
- Crepidium warapussae (Schltr.) Szlach.
- Crepidium warianum (Schltr.) Szlach.
- Crepidium wenzelii (Ames) Szlach.
- Crepidium werneri (Schltr.) Szlach.
- Crepidium williamsii (Ames) Szlach.
- Crepidium woodianum Szlach. & Marg.
- Crepidium xanthochilum (Schltr.) Szlach.
- Crepidium yamapense (Marg., Szlach. & Rutk.) Marg.
- Crepidium zippelii (J.J.Sm.) Szlach.

Wykaz hybryd
- Crepidium × cordilabium T.P.Lin